# ジョン・ウルフ (第2代キルウォーデン子爵)
第2代キルウォーデン子爵ジョン・ウルフ（英語: John Wolfe, 2nd Viscount Kilwarden、1769年11月11日 – 1830年5月22日）は、アイルランド王国出身の貴族、政治家。1790年から1797年までアイルランド庶民院議員を務めた。

## 生涯
アーサー・ウルフ（のち初代キルウォーデン子爵）と妻アン（1804年7月30日没、ウィリアム・ラクストンの娘、のち初代キルウォーデン女男爵）の息子として、1769年11月11日にダブリンで生まれた。1785年11月7日、ダブリン大学トリニティ・カレッジに入学した。
1790年から1797年までアルディー選挙区の代表としてアイルランド庶民院議員を務めた。
1803年7月23日に父が殺害されるとキルウォーデン子爵位を継承、1804年7月30日に母が死去するとキルウォーデン男爵位を継承した。
1814年から1830年までアイルランド権利証書登録官（registrar of deeds）を務めた。
1830年5月22日に生涯未婚のままダブリンで死去、爵位はすべて廃絶した。アイルランド権利証書登録官はジョージ・ムーアが後任となった。